# 日下正喜
日下 正喜（くさか まさき、1965年（昭和40年）11月25日 - ）は、日本の政治家。公明党所属の元衆議院議員（1期）。

## 来歴
和歌山県有田市出身。和歌山県立海南高等学校、広島大学工学部卒業。1989年、同大学院修士課程を中退し公明党に入職。
党岡山県事務長を経て、2014年の第47回衆議院議員総選挙、2017年の第48回衆議院議員総選挙に比例中国ブロックから立候補するが、落選。その後党広島県本部に移籍し県本部幹事・事務長を務める。2021年の第49回衆議院議員総選挙に比例中国ブロックから立候補し、初当選。2024年の第50回衆議院議員総選挙に比例中国ブロックから立候補し、落選。

## 選挙歴
| 当落 | 選挙                   | 執行日         | 選挙区           | 政党   | 得票数 | 得票率 | 定数 | 得票順位 /候補者数 | 政党内比例順位 /政党当選者数 |
| ---- | ---------------------- | -------------- | ---------------- | ------ | ------ | ------ | ---- | ------------------ | ---------------------------- |
| 落   | 第47回衆議院議員総選挙 | 2014年12月14日 | 比例中国ブロック | 公明党 | ーー票 | ーー   | 11   | /                  | 3/2                          |
| 落   | 第48回衆議院議員総選挙 | 2017年10月22日 | 比例中国ブロック | 公明党 | ーー票 | ーー   | 11   | /                  | 3/2                          |
| 当   | 第49回衆議院議員総選挙 | 2021年10月31日 | 比例中国ブロック | 公明党 | ーー票 | ーー   | 11   | /                  | 2/2                          |
| 落   | 第50回衆議院議員総選挙 | 2024年10月27日 | 比例中国ブロック | 公明党 | ーー票 | ーー   | 10   | /                  | 2/1                          |